# Estación de Carretera de les Aigües
Carretera de les Aigües es un apeadero con parada facultativa del funicular de Vallvidrera de FGC, integrado en la red de ferrocarriles del Vallés, situada al lado de la carretera homónima en el distrito de Sarriá-San Gervasio de Barcelona, que une la parte alta del barrio de Sarriá con Vallvidrera. La estación inferior enlaza con la estación de Pie del Funicular del Metro del Vallés. Actualmente el funicular está explotado por FGC e integrado en la primera corona de la ATM.
La estación está unos metros más arriba del punto de cruce del funicular, y para que se paren los vehículos hay que pedir parada tocando un botón en el tren o bien en la estación, al igual que un autobús. La estación tuvo en 2018 un tráfico de 28 307 pasajeros, lo que da una media diaria de 77 usuarios, correspondientes al Metro del Vallés, lo que le convierte en las menos usada de todos los ferrocarriles del Vallés.

## Situación ferroviaria
La estación se encuentra a una altitud de 302 metros, a una distancia de 450 metros de la estación inferior, donde se inicia el kilometraje (Vallvidrera Inferior) y a 286 metros de distancia de la estación terminal superior (Vallvidrera Superior), una vez rebasado el cruce de convoyes en sentido ascendente.
El ancho de vía es de ancho métrico y está electrificado.

## Historia[4]
Se inauguró en 1906 para comunicar la línea de Sarriá con el antiguo pueblo de Vallvidrera (hoy parte de Barcelona).
Construido en virtud de una concesión al "Ferrocarril de Sarriá a Barcelona S.A." según la R.O. de 3 de octubre de 1906. Unido a la línea del Ferrocarril de Sarriá por el Tranvía d´Anglí (ver, Tranvia d´Anglí) venciendo una distancia de 2,1 km hasta la estación inferior del funicular.
La línea del funicular, inaugurada el 24 de octubre de 1906 disponía de terreno propio de la compañía, situando el primer apeadero en el lugar denominado Mina Grot (ferrocarril en túnel) cerrado en 1916, una vez rebasado el cruce se situaba el segundo apeadero en la carretera de Les Aigües.
Los coches tenían capaces para 80 viajeros. Estaban carrozados en madera y disponían de cinco departamentos escalonados. La única modificación que sufrieron los coches, se realizó en los años veinte, instalando testeros cerrados.  
En 1976 tanto la Compañía de los Ferrocarriles de Cataluña como la de los Ferrocarriles Catalanes pasaron a ser administradas por FEVE ante su difícil situación económica. Poco tiempo después, en julio de 1978, el Estado traspasó a la Generalidad de Cataluña todas las líneas catalanas explotadas por esa compañía. Al año siguiente, en noviembre de 1979, la Generalidad creó el ente público denominado Ferrocarriles de la Generalidad de Cataluña (FGC) en el que estas líneas quedaron definitivamente integradas.
En 1980 los coches se modificaron nuevamente en una remodelación a fondo y el 7 de enero de 1998 el primitivo funicular inició un último viaje, para pasar al día siguiente a su desmontaje. La infraestructura se reinauguró el 11 de mayo siguiente, tras cuatro meses de obras. Esta profunda remodelación permitió automatizar el funicular.
Los nuevos vehículos tienen capacidad para 50 viajeros, 24 de ellos sentados. Funcionan automáticamente sin conductor, controlados por sistema secuencial desde el puesto de mando de Sarriá. El coche n.º 2 fue preservado por el CEFIS en el Museo de la Pobla de Lillet.

## La estación
Sirve a esta pista forestal que bordea toda la Sierra de Collserola y es un espacio de ocio muy común para los lugareños, para caminar, correr o andar en bicicleta. El acceso a la parada está formado por una rampa desde la Carretera de les Aigües que conduce directamente a la plataforma, situada a la derecha de la carretera (mirando hacia la montaña). La parada no tiene barreras tarifarias para el control de entrada o salida o la venta de billetes, pero sí cuenta con una máquina validadora de billetes de transporte, un punto de información y emergencia y un banco de espera. La plataforma está protegida por una marquesina y separada de la carretera por una puerta de cristal que impide el acceso cuando no hay funicular detenido.
Desde la estación y a lo largo de todo el funicular, unas escaleras metálicas fijas permiten apearse a los viajeros en caso de avería que permita circular al convoy.
La vía está montada sobre una plataforma de hormigón y dispone de vía única con un cruce de 105 ml de longitud, el trazado completa los 723 ml de longitud con un desnivel de 158,37 ml y tracción por cable de 30mm. Alimentado el mecanismo Von Roll situado en la estación superior, mediante corriente trifásica a 380 V. Los nuevos vehículos tienen capacidad para 50 viajeros, 24 de ellos sentados. Funcionan automáticamente sin conductor, controlados por sistema secuencial desde el puesto de mando de Sarriá. La estación dispone de cámaras de videovigilancia.

## Servicios ferroviarios
Hay dos botones para solicitar una parada del funicular dependiendo del destino elegido (Vallvidrera-Superior o Vallvidrera-Inferior) ya que se trata de una parada con parada facultativa. En función de que botón se pulse, se detendrá el convoy descendente o el ascendente (lo que antes ocurra), ya que sólo hay una vía. Igualmente en el interior de cada convoy, hay otro botón para solicitar la parada.
El horario de la línea se puede descargar del siguiente enlace. El plano de las líneas del Vallés en este enlace. El plano integrado de la red ferroviaria de Barcelona puede descargarse en este enlace.
| << cabecera          | < estación           | línea | estación >           | cabecera >>          |
| -------------------- | -------------------- | ----- | -------------------- | -------------------- |
| Funiculares de FGC   |                      |       |                      |                      |
| Vallvidrera-Inferior | Vallvidrera-Inferior |       | Vallvidrera-Superior | Vallvidrera-Superior |